# Hedeoma hyssopifolia
Hedeoma hyssopifolia là một loài thực vật có hoa trong họ Hoa môi. Loài này được A.Gray mô tả khoa học đầu tiên năm 1876.